# Iso-Kalmo (ö i Norra Savolax)
Iso-Kalmo är en ö i Finland. Den ligger i sjön Sälevä och i kommunen Sonkajärvi i den ekonomiska regionen  Övre Savolax ekonomiska region  och landskapet Norra Savolax, i den centrala delen av landet, 400 km norr om huvudstaden Helsingfors. Öns area är 1,6 hektar och dess största längd är 220 meter i sydöst-nordvästlig riktning.